# If I Fell
If I Fell is een lied van de Britse popgroep The Beatles dat werd geschreven door John Lennon met enige hulp van Paul McCartney. Het lied werd in Groot-Brittannië in 1964 uitgebracht op de soundtrack van de eerste speelfilm van The Beatles,  A Hard Day's Night. In de Verenigde Staten werd het nummer ook uitgebracht als de B-kant van de single And I Love Her.

## Achtergrond
If I Fell was volgens Lennon zijn eerste poging om een 'echte' ballad te schrijven, waarbij hij hulp kreeg van McCartney bij het schrijven het middenstuk van het nummer. McCartney herinnert zich echter dat ze het nummer gezamenlijk schreven, hoewel Lennon volgens hem een grotere inbreng had. Het is onduidelijk wie van beiden gelijk heeft, maar uit de opnames van het nummer blijkt dat het nummer nog niet geheel af was toen The Beatles begonnen met het opnemen van If I Fell. Mogelijk bestond McCartney's bijdrage aan If I Fell voornamelijk uit suggesties om het nummer beter op te nemen.
In de periode dat Lennon veel van de nummers op A Hard Day's Night schreef, was hij ontevreden over zijn huwelijk met Cynthia Powell en had hij diverse buitenechtelijke relaties. Volgens Lennon is If I Fell dan ook een semi-autobiografisch nummer dat gaat over een ander meisje dan zijn vrouw Cynthia.
De liedtekst van If I Fell heeft een ongebruikelijke structuur. Het nummer bevat geen brug of refrein, maar bestaat daarentegen uit een introductie, een couplet, twee uitgebreide coupletten, een herhaling van het originele couplet, en een outro.
Bijzonder aan het intro is dat hierin, hoewel het slechts acht maten lang is, 11 van de 12 beschikbare noten worden gebruikt. De enige noot die niet gebruikt wordt is de beginnoot van het eerste couplet. Niettemin klinkt het geheel volkomen tonaal.

## Gebruik in de speelfilm
The Beatles playbacken If I Fell in de speelfilm A Hard Day's Night terwijl roadies hun instrumenten klaarzetten voor een optreden. Omdat Ringo Starr op dat moment boos en teleurgesteld is, zingt Lennon het nummer als een liefdeslied voor hem.

## Opnamen
The Beatles namen If I Fell in 15 takes op in de Abbey Road Studios in Londen op 27 februari 1964. Gedurende de opnamen veranderde het nummer enigszins. Vanaf de derde take kreeg het nummer een meer nadrukkelijke drumpartij en vanaf take 11 kreeg het nummer een intro van Lennon op akoestische gitaar en een outro op leadgitaar van George Harrison. Afgezien van de intro die door Lennon alleen werd gezongen, zongen Lennon en McCartney samen de liedtekst. Hierbij zongen ze samen in dezelfde microfoon.

## Release
If I Fell werd in Engeland op 10 juli 1964 uitgebracht op het album A Hard Day's Night. Omdat The Beatles' Amerikaanse platenmaatschappij Capitol de gewoonte had om nummers van Beatles-albums achter te houden en met deze nummers 'nieuwe' albums uit te geven, verscheen If I Fell niet op de Amerikaanse versie van A Hard Day's Night. Het nummer werd in de VS echter op 20 juli 1964 uitgebracht op het album Something New. Op diezelfde dag werd het nummer ook uitgebracht op de B-kant van de single And I Love Her. Platenmaatschappij EMI perste in Engeland ook een single van If I Fell met Tell Me Why op de B-kant. Deze single was bestemd voor de export, maar omdat Engelse platenzaken de single weer importeerden vanuit het buitenland, werd deze op 4 december 1964 in kleine oplage ook in Groot-Brittannië uitgebracht.

## Hitnotering
| If I fell                  | If I fell             | If I fell | If I fell | If I fell | If I fell | If I fell | If I fell | If I fell | If I fell | If I fell | If I fell        |
| Hitlijst                   | Datum van binnenkomst | Week:     | 1         | 2         | 3         | 4         | 5         | 6         | 7         | 8         | Laatste notering |
| -------------------------- | --------------------- | --------- | --------- | --------- | --------- | --------- | --------- | --------- | --------- | --------- | ---------------- |
| Tijd Voor Teenagers Top 10 | 10-10-1964            | Positie:  | 8         | 7         | 4         | 3         | 4         | 9         | 9         | 9         | 28-11-1964       |
| Nederlandse Top 40         | 02-01-1965            | Positie:  | 26        | 21        | 24        |           |           |           |           |           | 16-01-1965       |

## NPO Radio 2 Top 2000
| Nummer met noteringen in de NPO Radio 2 Top 2000 | '00  | '01 | '02  | '03  | '04  | '05  | '06  | '07  | '08  | '09  | '10  | '11  | '12  | '13  |
| ------------------------------------------------ | ---- | --- | ---- | ---- | ---- | ---- | ---- | ---- | ---- | ---- | ---- | ---- | ---- | ---- |
| If I Fell                                        | 1611 | 883 | 1272 | 1200 | 1425 | 1460 | 1271 | 1180 | 1255 | 1284 | 1443 | 1563 | 1936 | 1909 |

1. ↑  Een vetgedrukt getal geeft de hoogste notering aan.
2. ↑  2000 was het eerste jaar met een notering voor dit nummer.
3. ↑  Deze tabel is bijgewerkt tot en met de laatste editie (2024).

## Credits
- John Lennon - zang, akoestische gitaar
- Paul McCartney - zang, basgitaar
- George Harrison - leadgitaar
- Ringo Starr - drums